# Саут-Ферри — Уайтхолл-стрит (Нью-Йоркское метро)
Саут-Ферри — Уайтхолл-стрит (англ. South Ferry — Whitehall Street) — пересадочный узел между линиями нью-йоркской подземки, а также паромом на Статен-Айленд.
В пересадочный узел входят станции следующих линий:
- линия Бродвея и Седьмой авеню, Ай-ар-ти,
- линия Бродвея, Би-эм-ти.

На станциях пересадочного узла останавливаются маршруты:
- 1, R (круглосуточно),
- N (ночью),
- W (в будни днём и вечером до 23:00).

Ранее обе станции (вместо нынешней станции Саут-Ферри работала старая) не имели перехода между собой, а с постройкой в 2009 году новой станции Саут-Ферри была открыта возможность бесплатного перехода между станциями.
В 2012 году станция Саут-Ферри была закрыта на капитальный ремонт из-за повреждений, полученных во время урагана «Сэнди». Вместо неё была соединена с этим пересадочным узлом и 4 апреля 2013 года временно возвращена в строй старая станция Саут-Ферри. В июне 2017 года новая станция была вновь открыта после ремонта.

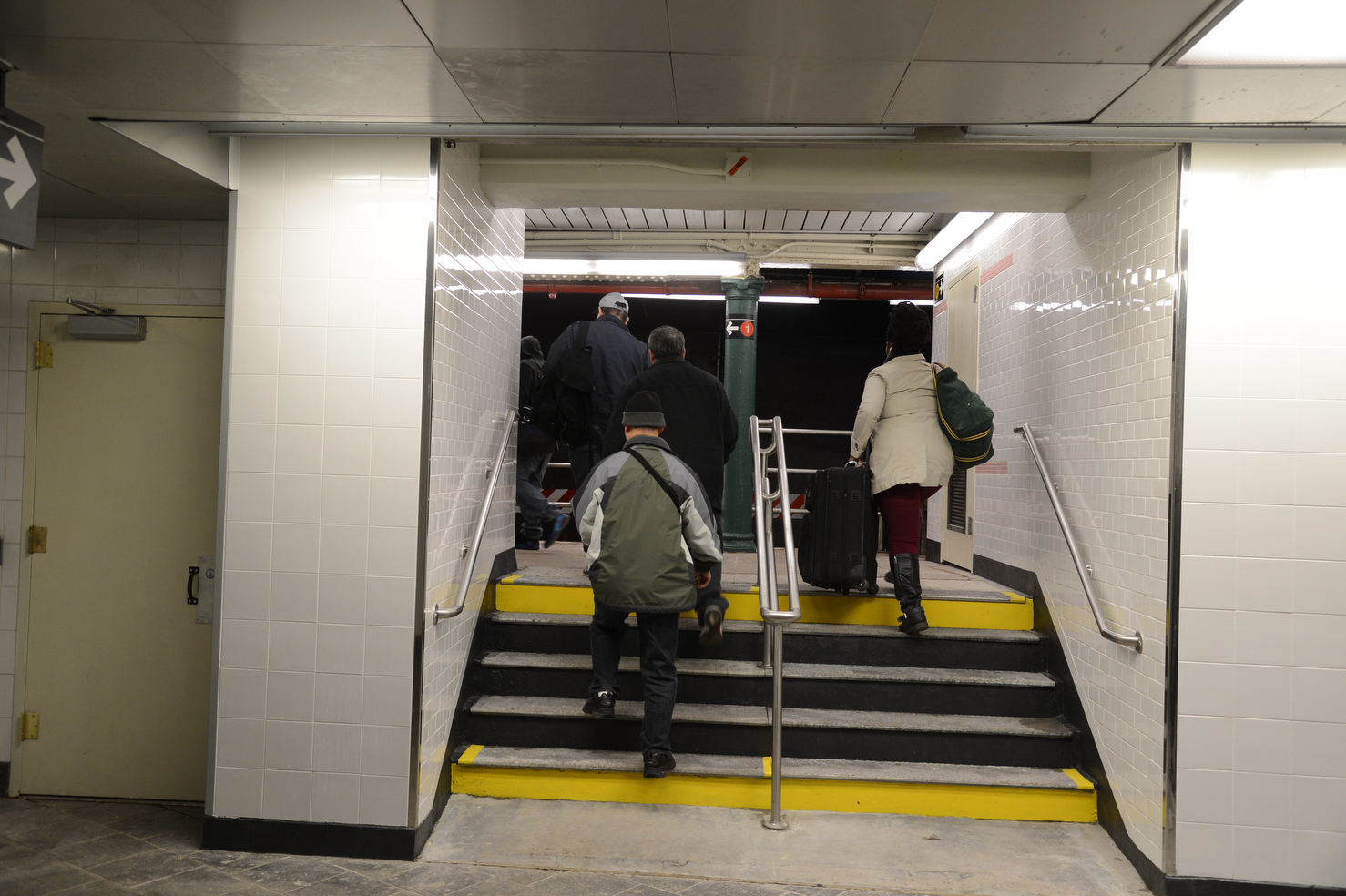
Новый переход на старую станцию Саут-Ферри

## Платформа линии Бродвея и Седьмой авеню, Ай-ар-ти
|   |   |   |   |
| · | · | · | · |

|   |   |   |   |
| · | · | · | · |

«Саут-Ферри» (англ. South Ferry) — станция Нью-Йоркского метрополитена, расположенная на линии Бродвея и Седьмой авеню, Ай-ар-ти.  На станции останавливается маршрут 1 (круглосуточно). Станция является южной конечной для него. Оба пути заканчиваются тупиками: поезд приходит на любой из путей и отправляется обратно.
Станция представлена одной островной платформо. Она была построена на смену одноимённой станции и до сентября 2015 года была самой новой в метрополитене. В отличие от старой станции, новая может обслуживать только поезда линии линии Бродвея и Седьмой авеню, в то время как старая в случае необходимости обслуживала и поезда линии Лексингтон-авеню. На старой станции поезда линии Бродвея и Седьмой авеню прибывали и отправлялись от одной платформы, следуя как бы «по петле», и к тому же не полностью помещались на платформу (только 5 вагонов).
Новая станция Уайтхолл-стрит — Саут-Ферри была спланирована в рамках восстановления города и метрополитена после террористических актов 11 сентября 2001 года. Поскольку Всемирный торговый центр находится чуть севернее станции Уайтхолл-стрит — Саут-Ферри, для линии Бродвея и Седьмой авеню это означало закрытие южного участка, на котором находилась станция Кортландт-стрит. Это временно изменило 1, 2, 3 маршруты метрополитена, а также уменьшило количество поездов между Манхэттеном и Бруклином, до тех пор пока движение на данном участке не было возобновлено. Одновременно с перестройкой этого участка линии, администрация городского транспорта Нью-Йорка сочла нужным построить на этой линии новую конечную, с большей пропускной способностью. После того как город восстановится после терактов, ожидалось, что пассажиропоток на линии увеличится вдвое. Это сопутствовало ремонту рядом находящегося Бэттери-парка.
Средства на строительство новой станции были выделены в 2003 году. Строительство началось в середине 2005 года.
11 декабря 2008 года средства массовой информации Нью-Йорка сообщили, что новая станция, по сути, закончена. Станция была облицована — была размещена мозаика, забор из нержавеющей стали, стеклянные стены (за стеклом — камень). В мезонине установлены картины художников Доуга и Майка Старн, на которых изображен Манхэттен.
Она находится под старой станцией, имеет переход на соседнюю станцию Уайтхолл-стрит и состоит из одной островной платформы, на которую помещаются все 10 вагонов состава.
Планируемый бюджет станции составлял $400 млн, но вскоре из-за нехватки средств увеличен до $530 млн, причём большая часть денег поступила из Федерального Управления Транспортом, из средств, предназначенных для реконструкции Всемирного Торгового Центра. Открытие новой платформы было отложено с января на март 2009 года из-за проблем с путями. Дело в том, что их уложили далеко от самой платформы. Дефект был устранён и новая станция приняла первых пассажиров 16 марта 2009 года. Это первая новая станция в системе за 20 лет — предыдущие станции были открыты в 1989 году (это 21-я улица — Куинсбридж, Остров Рузвельт и Лексингтон-авеню — 63-я улица в составе линии 63-й улицы, Ай-эн-ди).
Строительство новой станции значительно повредило располагающийся над ней парк Питер-Миньют-Плаза. 16 апреля были отданы средства на восстановление парковой зоны. В 2010 году восстановление закончилось.

### Последствияурагана «Сэнди»
Вместе со всеми объектами инфраструктуры Нью-Йорка, в том числе и городского метрополитена, эта станция была закрыта в ночь с 29 на 30 октября 2012 года в связи с приблизившимся к городу ураганом «Сэнди». В результате наводнения станция была сильно разрушена. После ремонта, длившегося почти 5 лет, станция была открыта вновь в июне 2017 года.
Эта станция уже третья по счету на этом месте. Первая станция существовала с 1878 по 1950 годы, находилась на эстакадах и обслуживала эстакадные линии компании Ай-ар-ти — Девятой, Шестой, Третьей и Второй авеню. На данный момент все эти эстакадные линии и сама станция снесены. Вторая станция существует по сей день, она была открыта в 1905 году, перестала использоваться в 2009, а с 2013 по 2017 была временно возвращена в строй в связи с последствиями урагана «Сэнди».

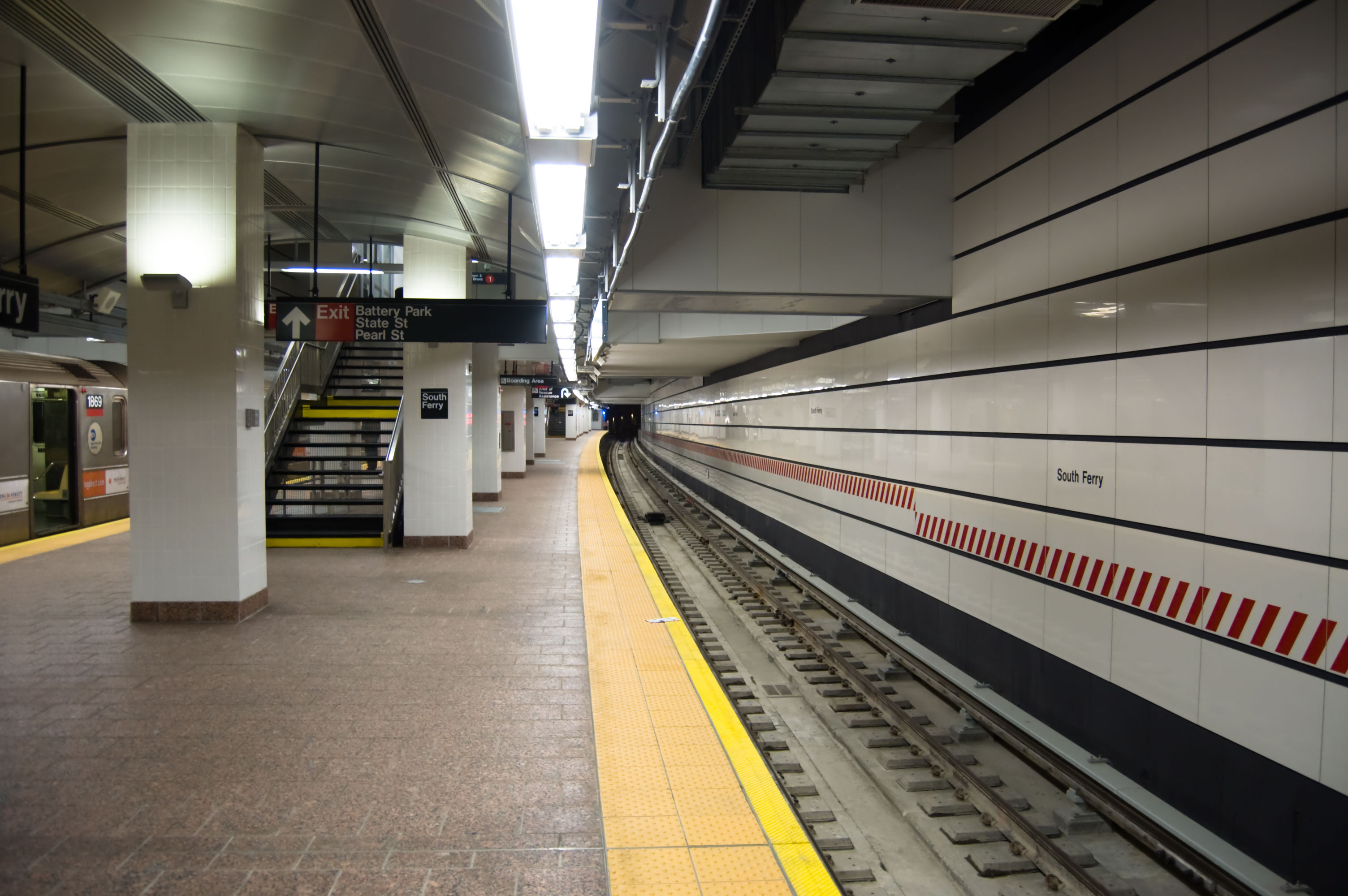
До закрытия
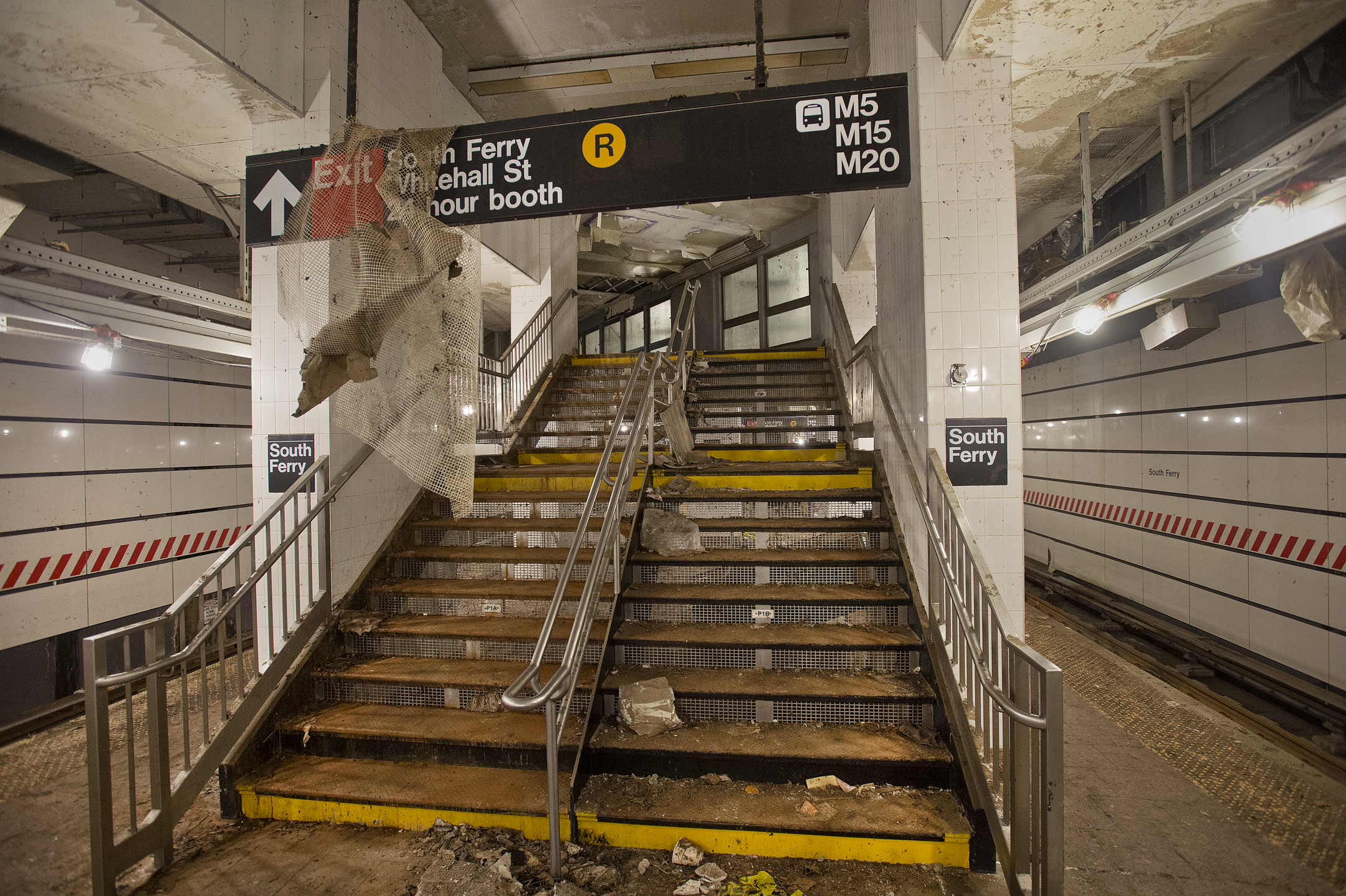
Повреждения после урагана
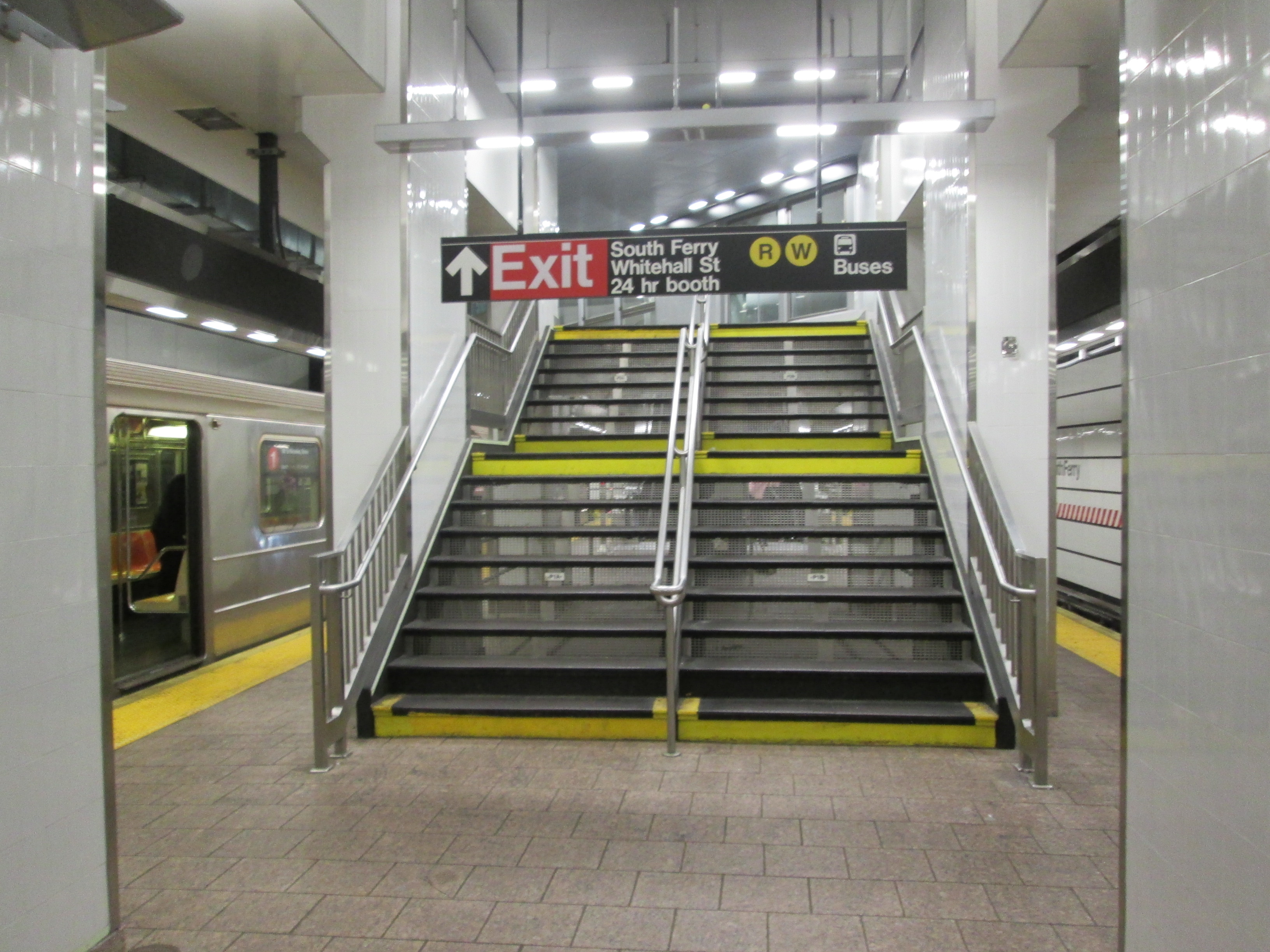
После ремонта
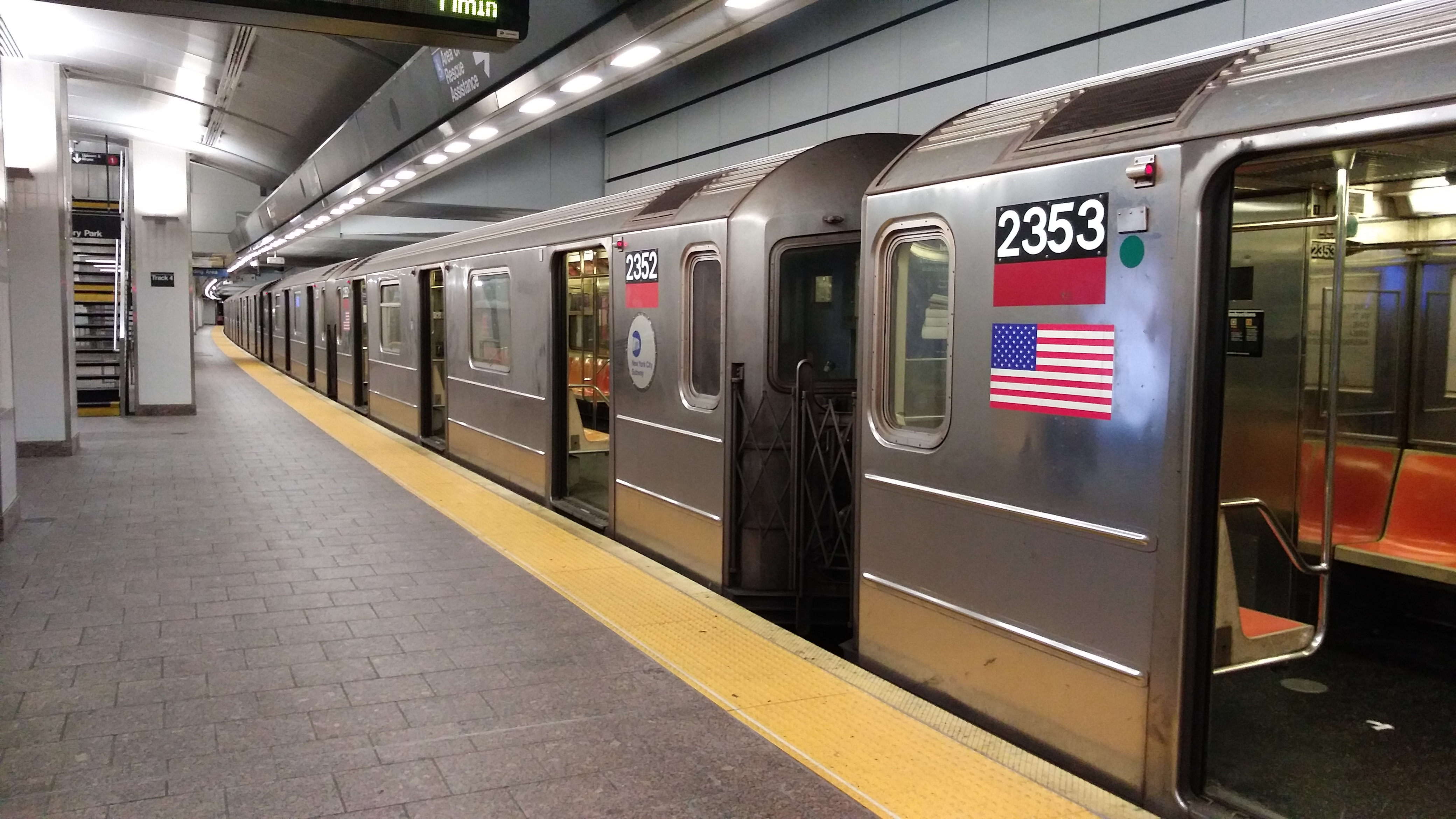
Поезд 1-го маршрута на станции

## Платформы линии Бродвея, Би-эм-ти
|   |   |   |   |   |   |   |
| · | · | · | · | · | · | · |

|   |   |   |   |   |   |   |
| · | · | · | · | · | · | · |

«Уайтхолл-стрит — Саут-Ферри» (англ. Whitehall Street–South Ferry) — станция Нью-Йоркского метрополитена, расположенная на линии Бродвея, Би-эм-ти.  На станции останавливаются маршруты: N (ночью), R (круглосуточно) и W (в будни днём и вечером до 23:00). Станция является северной конечной для маршрута R (ночью) и южной конечной для маршрута W (в будни днём и вечером до 23:00). Оборотный путь используется маршрутами R (ночью) и W (в будни днём и вечером до 23:00). Локальные пути используются маршрутами N (ночью) и R (круглосуточно, кроме ночи).
Она представлена двумя островными платформами, обслуживающими три пути — два по краям, а один между платформами, несмотря на то что на этом участке линии всего два пути. Линия к северу и к югу от станции имеет два пути, на станции имеется средний путь, который соединяется с обоими остальными с обеих сторон от станции и служит в разное время для оборота поездов, приходящих и с севера, и с юга.
Станция расположена довольно глубоко, так как большая её часть расположена под станцией Боулинг-Грин линии Лексингтон-авеню, Ай-ар-ти, но перехода на неё не имеет. Турникетный зал станции расположен на южном конце платформ.

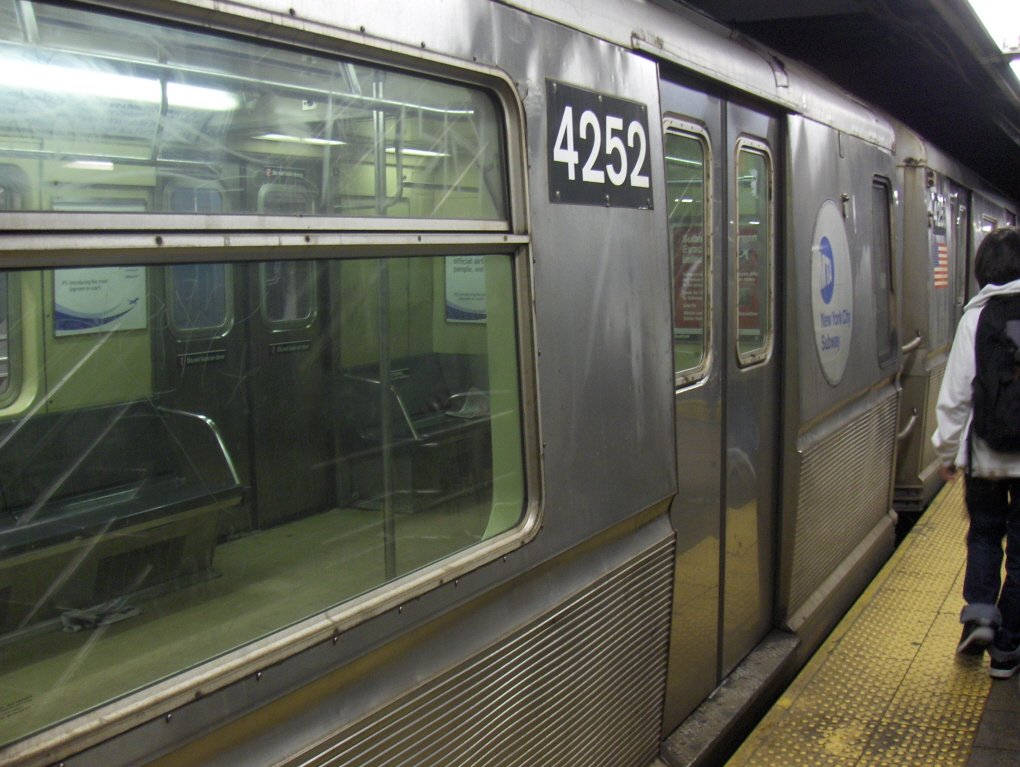
Поезд маршрута ' на Уайтхолл-стрит до открытия перехода на Саут-Ферри. Эти вагоны (R40) были изъяты из обращения вместе с выводом из подземки маршрута ' (который позже был возвращён)

К югу от станции существуют съезды, предназначенные для подключения тоннеля Монтегью-стрит к другому тоннелю через Ист-Ривер, так и не построенному. Подключение должно было использовать старые тоннели LIRR. Далее к югу расположено соединение линии Нассо-стрит с тоннелем Монтегью-стрит. Ранее его использовали поезда маршрута M в часы пик, сейчас оно не используется.
С сентября 1918 по март 1920 года станция являлась конечной для поездов линии Бродвея, Би-эм-ти. Перестала быть конечной из-за продления линии в Бруклин — открытия соединительного тоннеля Монтегью-стрит.

## Соседние станции
| Условные обозначения |
| для дней и часов работы маршрутов (более точно указано во всплывающих подсказках при этих обозначениях): |
| --- |
| круглосуточно круглосуточно, кроме ночи круглосуточно, кроме будней днём (либо часов пик) в пиковом направлении в будни днём (и, возможно, вечером) в будни круглосуточно в часы пик в будни днём (либо в часы пик) в пиковом направлении в будни днём (либо в часы пик) в направлении, обратном пиковому в выходные ночью ночью и в выходные (и, возможно, вечером) нет движения поездов |

| Предыдущая станция     | ЛинияНазвание станции                               | Следующая станция    |
| ---------------------- | --------------------------------------------------- | -------------------- |
| Ректор-стрит · (1)     | линия Бродвея и Седьмой авеню, Ай-ар-ти Саут-Ферри  | (конечная)           |
| Ректор-стрит · (N R W) | линия Бродвея, Би-эм-ти Уайтхолл-стрит — Саут-Ферри | Корт-стрит · (N R W) |